# Daumasan
Daumasan (francès Daumazan-sur-Arize) és un municipi francès situat al departament de l'Arieja i a la regió d'Occitània.